# Meroe

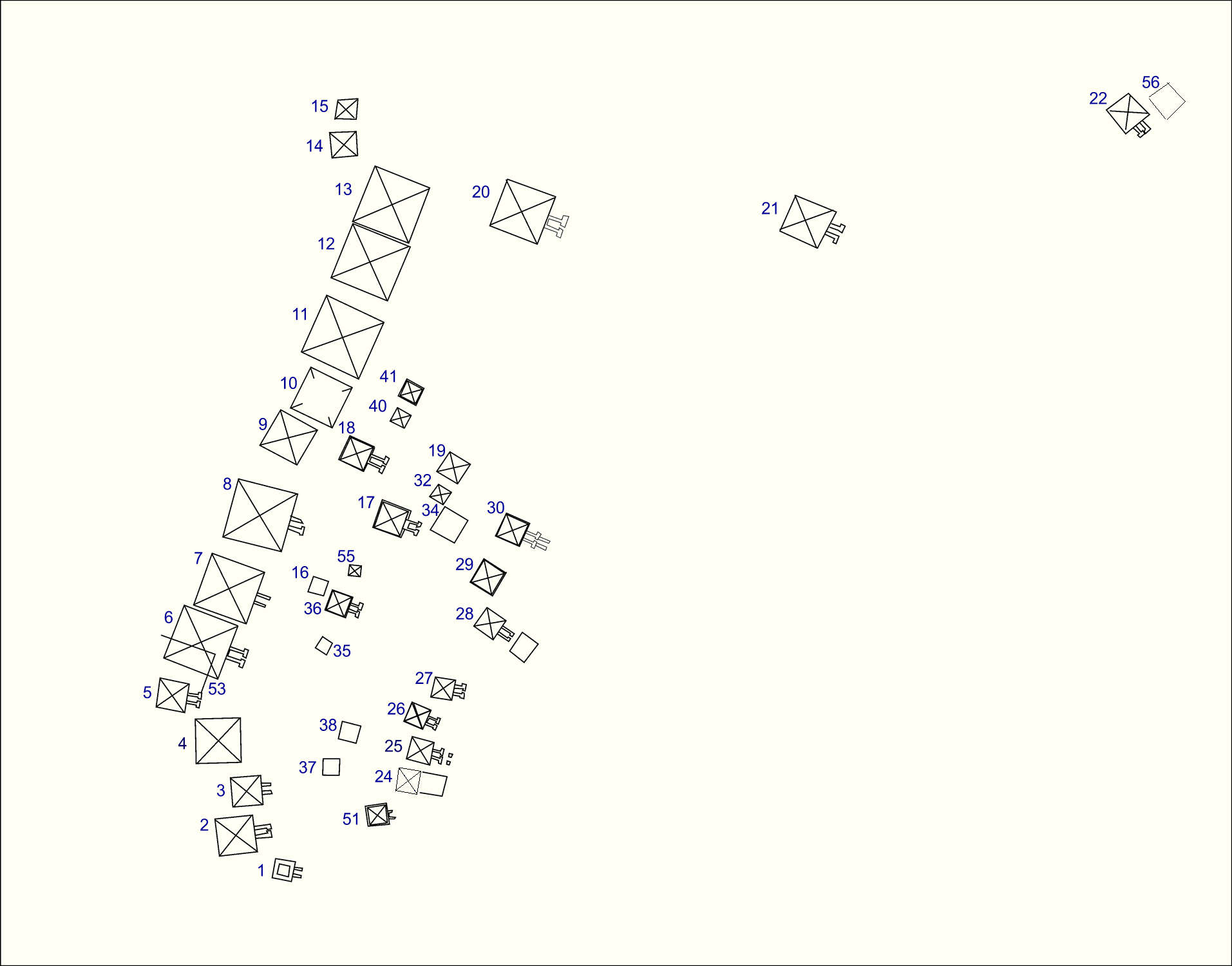
Rozmieszczenie piramid w nekropoli północnej Meroe

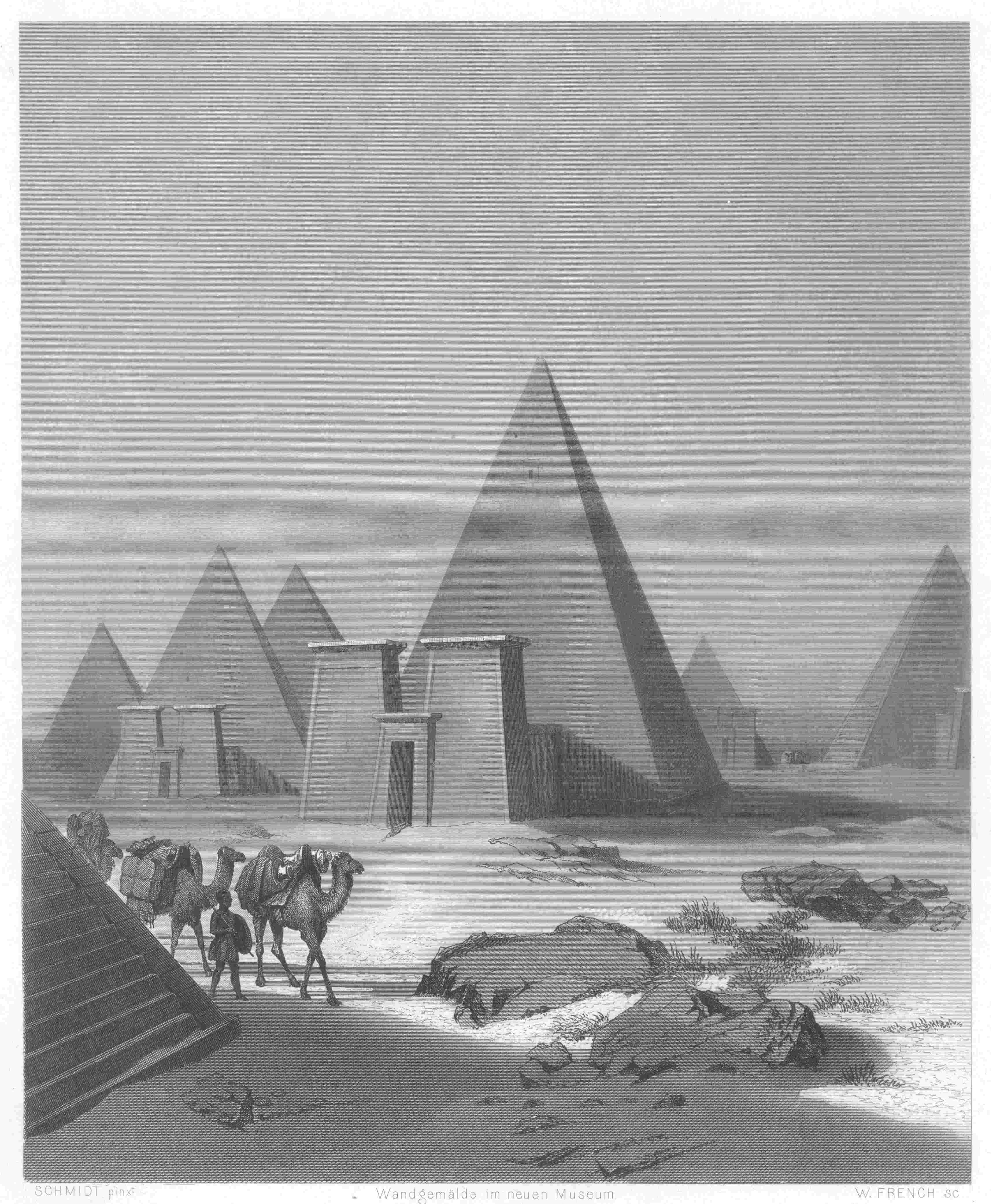
Piramidy w Meroe, ok. 1850

Meroe – starożytne miasto w Nubii, znajdujące się pomiędzy VI a V kataraktą na Nilu, ok. 220 km na północ od Chartumu, w północnej części dzisiejszego Sudanu niedaleko współczesnych miejscowości Kabuszijja i Begrawija.
Od VI w. p.n.e. ośrodek kultury meroickiej z zachowanymi śladami dawnej kultury egipskiej i greckiej. W latach od 300 r. p.n.e. do 350 r. n.e. Meroe było stolicą królestwa Kusz po przeniesieniu z wcześniejszej stolicy, Napaty. W tym czasie Meroe było również nekropolą nubijskich królów kuszyckich. Tu rozwinęło się pismo meroickie, które z czasem zastąpiło egipskie. W IV w. n.e. miasto zostało opuszczone.
Prace wykopaliskowe, prowadzone również przez polskich archeologów, odsłoniły m.in. nekropolę królewską obejmującą kilkadziesiąt niewielkich grobów i piramid z komorami podziemnymi, budowanych z piaskowca i cegły, o wysokości od 10 do 30 m, a także pozostałości kilku pałaców królewskich, wielką świątynię Amona i inne budowle sakralne (poświęcone m.in. Izydzie), zabudowę miejską oraz resztki pieców hutniczych.
W 2011 roku stanowisko archeologiczne na wyspie Meroe zostało wpisane na listę światowego dziedzictwa UNESCO.

## Geografia
Meroe leży na wschodnim brzegu Nilu, ok. 6,4 km na północ od Kabūszīyah koło Szandi i ok. 220 km na północ od Chartumu, w północnej części dzisiejszego Sudanu.
Od nazwy miasta Meroe nazwano region „Wyspa Meroe”, pomiędzy rzekami Nil i Atbara, którego obszar zajmuje obecnie region Butana.

## Historia
| mi | rw | i | wA | t · niwt · xAst |

| mi | rw | i | wA | t · niwt · xAst |

Obszar Meroe został zamieszkany ok. X w. p.n.e. a samo Meroe stało się jednym z głównych ośrodków władzy królestwa Kusz od VIII wieku p.n.e. do IV wieku n.e. Od IV w. p.n.e. Meroe było stolicą królestwa po przeniesieniu z wcześniejszej stolicy Napaty, która została zajęta przez faraona Psametycha II ok. 590 r. p.n.e.
Lokalizacja Meroe dalej na południe, pomiędzy VI a V kataraktą na Nilu, na terenach zasobnych w rudy żelaza i heban była sprzyjająca w przypadku wojny z Egiptem. Meroe stało się ważnym ośrodkiem produkcji żelaza, wyrobu broni i narzędzi rolniczych. Narzędzia żelazne przyczyniły się do rozwoju rolnictwa – w regionie Meroe uprawiano proso i sorgo, a także hodowano bydło. Nadwyżki eksportowano, korzystając z dogodnej lokalizacji miasta na szlaku do Egiptu i nad Morze Czerwone. Meroe handlowało również piórami strusimi, złotem, kością słoniową, hebanem i skórami lampartów. Meroe stało się ważnym ośrodkiem przemysłowym i handlowym. W okresie swojej największej świetności mogło liczyć 20–25 tys. mieszkańców.
Od III w. p.n.e. w Meroe chowano władców królestwa. Jako pierwszy z władców spoczął w Meroe król Arakamani.
O mieście wspomina w V w. p.n.e. grecki historyk Herodot – jest to pierwsza pisemna wzmianka o Meroe.
Znaczenie miasta zmalało w okresie inwazji rzymskiej, a jego upadek przypieczętowało podbicie w połowie IV wiek n.e. przez Ezana, władcę królestwa Aksum. Ostatecznie Meroe zostało porzucone zanim dotarło tu chrześcijaństwo w drugiej połowie VI wieku.

## Prace archeologiczne
Meroe znalazło się w obszarze zainteresowań podróżników europejskich w początkach XVIII wieku. W 1772 roku podróżujący w regionie szkocki podróżnik i pisarz James Bruce (1730–1794) zasugerował, że ruiny w Begrawiji to pozostałości po starożytnym Meroe. Bruce znalazł tu fragmenty piedestałów i obelisku z hieroglifami.
Szwajcarski podróżnik i badacz Egiptu Johann Ludwig Burckhardt (1784–1817) dotarł do ruin w okolicach Szandi w 1814 roku, ale nie przypisał im większego znaczenia.
Kilka lat później ruiny opisali francuscy podróżnicy Frédéric Cailliaud (1787–1869) i Linant de Bellefonds (1799–1883). Cailliaud sporządził mapę Meroe i dokonał pomiarów piramid, odkrył kolejne ruiny w Musawwarat es-Sufra i opisał ruiny świątyń w Naqa. Wyniki swoich badań opublikował w latach 1826–1828 w książce Voyage á Meroë.
W 1834 roku wiele piramid zostało zniszczonych podczas poszukiwań skarbów przez włoskiego poszukiwacza skarbów Giuseppe Ferliniego (1797–1870), który dokonał otwarcia wielu grobowców, w których znalazł biżuterię meroicką.
Pierwsze prace badawcze w Meroe zostały przeprowadzone przez Królewską Ekspedycję Pruską prowadzoną przez niemieckiego egiptologa Karla Richarda Lepsiusa (1810–1884) w latach 1842–1844. Zespół Lepsiusa sporządził m.in. plany piramid i kopie inskrypcji na ścianach budowli.
Pierwsze prace archeologiczne przeprowadzono w Meroe w 1902 roku, kiedy to odkryto ulice i gmachy miasta. Wykopaliska prowadzone przez brytyjskiego archeologa Johna Garstanga (1876–1956) w latach 1910–1914 potwierdziły tezę Bruce’a o odnalezieniu starożytnego Meroe. W latach 20. XX wieku amerykański archeolog George Andrew Reisner (1867–1942) odkrył pozostałości po trzech piramidach.
Po latach przerwy, w latach 60. XX wieku zespoły Uniwersytetu w Chartumie i Uniwersytetu w Calgary wznowiły wykopaliska i odkryły kolejne części starożytnego miasta. W latach 1992–1993 prace prowadzili naukowcy z Uniwersytetu Humboldtów w Berlinie. Prowadzone w XXI wieku badania archeologiczne i prace konserwatorskie w Meroe mają charakter międzynarodowy i realizowane są przede wszystkim w ramach programu Misji Katarskiej na Rzecz Piramid w Sudanie (ang.  Qatari Mission for the Pyramids of Sudan, QMPS), której celem jest m.in. zbadanie stu piramid w nekropolii królewskiej w Meroe.
Prace wykopaliskowe prowadzone są również przez polskich archeologów, którzy m.in. od 2004 współpracują z Misją Royal Ontario Museum i Uniwersytetem w Chartumie, a w latach 2006–2007 współpracowali z Misją Deutsches Archäologisches Institut.
W 2011 roku stanowisko archeologiczne na wyspie Meroe zostało wpisane na listę światowego dziedzictwa UNESCO. Stanowisko obejmuje trzy obszary wykopalisk: samo miasto i nekropolię oraz dwa sąsiadujące z nim osiedla i ośrodki religijne w Musawwarat es-Sufra i Naqa. Stanowisko obejmuje najlepiej zachowane pozostałości architektury z okresu królestwa Kusz: piramid, świątyń, pałaców oraz budynków mieszkalnych i gospodarczych z okresu od VIII wieku p.n.e. do IV wieku n.e.

## Architektura
Prace wykopaliskowe odsłoniły m.in. nekropolę królewską obejmującą kilkadziesiąt niewielkich grobów i piramid z komorami podziemnymi, budowanych z piaskowca, o wysokości od 10 do 30 m, a także pozostałości kilku pałaców królewskich, wielką świątynię Amona i inne budowle sakralne (poświęcone m.in. Izydzie), zabudowę miejską oraz resztki pieców hutniczych.
- mury miejskie – wzniesione z kamiennych bloków skalnych bez użycia spoiwa otaczają nieregularny, trapezoidalny obszar (295–365 m długości i 195 m szerokości), który nazwano Miastem Królewskim[2]. Same mury stoją jeszcze miejscami, wznosząc się na wysokość 3,5 m[2]. Ich grubość waha się od 3,5 do 5,5 m na północy i 3,6–4,6 m na zachodzie[2]. Mury datowane są na III–II wiek p.n.e.[2]

- wielka świątynia Amona – wzniesiona z cegieł i błota po wschodniej stronie Miasta Królewskiego, druga co do wielkości w królestwie Kusz, skierowana przodem w stronę pustyni, orientowana na osi wschód-zachód[2].

- „łaźnie królewskie” – eksedra i kwadratowy zbiornik wodny o głębokości 2 m w obrębie Miasta Królewskiego wypełniający się wodą podczas wylewów wód Nilu[2]. Do zbiornika prowadzą schody, a po jego południowej stronie znajduje się sześć rynien doprowadzających wodę z akweduktu[2]. Ścianę południową, wystającą 1 m nad brzegi zbiornika, zdobią kamienne przedstawienia lwów i byków, malowidła dwóch węży i słonia oraz trzy wolnostojące posągi[2].

- nekropola południowa – nekropola z 200 grobami, wśród nich znajduje się kilka mastab i piramid[4].

- nekropola zachodnia – nekropola z 500 grobami, wśród nich kilka piramid; chowani tu byli m.in. członkowie rodzin królewskich[4].

- nekropola północna – nekropola królewska z 44 piramidami, które formą przypominają piramidy egipskich dygnitarzy wznoszone w okresie Nowego Państwa na południe od Asuanu[2]. 41 piramid to groby królewskie[13]. Piramidy wznoszone na kwadracie o boku od 4,5 do 17,5 m i ścianach o nachyleniu od 60° do 73°[2]. Budowle początkowo powstawały z piaskowca a później z cegły, wszystkie były pokryte zaprawą wapienną i pomalowane[2]. Po wschodniej stronie do piramid przylegały kaplice pogrzebowe z 1–3 pomieszczeniami, często bogato zdobionymi reliefami przedstawiającymi władcę na tronie[2]. Do grobowców pod piramidami prowadzą wąskie, strome schody[2]. Zmarłym do grobu wkładano kosztowności, jednak do tej pory zachowała się jedynie biżuteria zrabowana w 1834 roku przez Ferliniego – uważa się, że wyposażenie pozostałych grobów zostało skradzione wcześniej[2].

| Obiekt | Nazwa   | Numer wg Lepsiusa | Właściciel            | Długość boku podstawy piramidy | Uwagi |
| ------ | ------- | ----------------- | --------------------- | ------------------------------ | --- |
|        | Beg N1  | 20                | Królowa Amanitore     |                                | |
|        | Beg N2  | 19                | Król Amanichabale     | 11,72 m                        | |
|        | Beg N3  | 18                | Królowa               | 9,10 m                         | |
|        | Beg N4  | 17                | Król Amanitecha       | 13,68 m                        | |
|        | Beg N5  | 16                | Arikancharora         | 8,98 m                         | Królewicz lub generał |
|        | Beg N6  | 15                | Królowa Amaniszacheto | 17,68 m                        | Zniszczona przez włoskiego poszukiwacza skarbów Giuseppe Ferliniego                                                                                        |
|        | Beg N7  | 14                | Król Arqamani         | 17,16 m                        | |
|        | Beg N8  | 13                | Król                  | 18,50 m                        | W komorze grobowej znajduje się kamienny postument, na którym leżało ciało lub sarkofag. Postument jest bogato zdobiony reliefami przedstawiającymi bogów. |
|        | Beg N9  | 12                | Tabirka               | 12,59 m                        | Piramida przypisywana jest Adikhalamani. |
|        | Beg N10 | 11                | Król                  | 14,26                          | |
|        | Beg N11 | 10                | Królowa Szanakdakheto | 19,29 m                        | Górna część sarkofagu przedstawia Ozyrysa pomiędzy Izydą i Neftydą.                                                                                        |
|        | Beg N12 | 9                 | Król                  | 18,75 m                        | |
|        | Beg N13 | 8                 | Król Naqyrjinsan...   | 18,35 m                        | |
|        | Beg N14 | 7                 | Król                  | 8,85 m                         | Piramidy przypisywana jest Arakachatani. |
|        | Beg N15 | 6                 | Król                  | 6,20 m                         | |
|        | Beg N16 | 37                | Król Aryesebokhe      | 4,74 m                         | Na miejscu znaleziono również stele z inskrypcją Schesepankhenamen Setepenre                                                                               |
|        | Beg N17 | 38                | Król Amanitenmomide   | 8,75 m                         | |
|        | Beg N18 | 39                | Król Amanikhataszan   | 7,80 m                         | |
|        | Beg N19 | 31                | Król Tarekeniwal      | 7,29 m                         | |
|        | Beg N20 | 3                 | Król Ka-nacht...      | 18,75 m                        | |
|        | Beg N21 | 2                 | Król                  | 12,72 m                        | |
|        | Beg N22 | 1                 | Król Natakamani       | 8,92 m                         | Piramida stoi z dala od centrum nekropoli. |
|        | Beg N23 |                   | Nieznany              |                                | |
|        | Beg N24 | 22                | Nieznany              | 6,28 m                         | |
|        | Beg N25 | 23                | Król                  | 7,12 m                         | Zachowane jedynie wejście do komory grobowej. |
|        | Beg N26 | 25                | Królowa               | 6,30 m                         | |
|        | Beg N27 | 26                | Nieznany              | 6,60 m                         | Piramida z cegły. |
|        | Beg N28 | 27                | Król Teqorideamani    | 7,10 m                         | |
|        | Beg N29 | 28                | Król Takideamani      | 7,20 m                         | |
|        | Beg N30 | 29                | Król Aritenyesebokhe  | 7,30 m                         | |
|        | Beg N31 |                   | Królowa               |                                | |
|        | Beg N32 | 32                | Nieznany              | 4,50 m                         | |
|        | Beg N33 |                   | Nieznany              |                                | |
|        | Beg N34 | 30, 33 lub 34?    | Król                  | 8,30 m                         | |
|        | Beg N35 | 35                | Aretnide              |                                | |
|        | Beg N36 | 36                | Nieznany              | 6,34 m                         | |
|        | Beg N37 | 24b?              | Nieznany              | 5,20 m                         | |
|        | Beg N38 | 24                | Król                  | 5,60 m                         | Piramida z cegły. |
|        | Beg N39 |                   | Nieznany.             |                                | Piramida z cegły. |
|        | Beg N40 | 40                | Nieznany              | 4,97 m                         | Piramida z cegły. |
|        | Beg N41 | 41                | Nieznany              | 5,30 m                         | Piramida z cegły. |
|        | Beg N51 | 21                | Nieznany              |                                | |
|        | Beg N53 |                   | Królowa A...pnayka    |                                | Nad piramidą wzniesiono piramidy N5 i N6. |
|        | Beg N56 |                   | Nieznany              |                                | |